# 丁世方

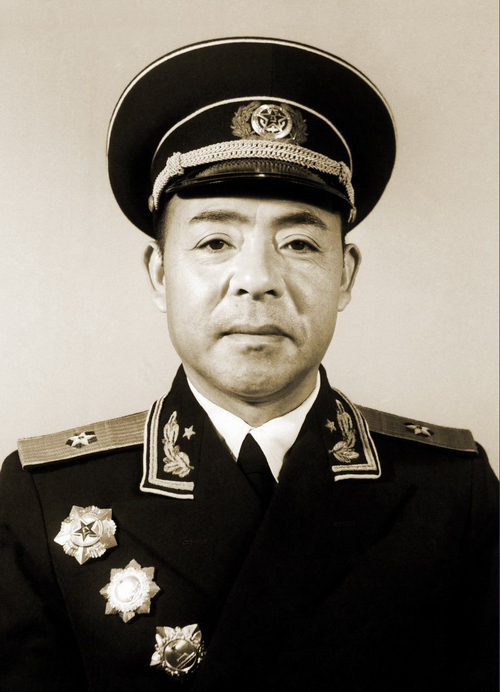
丁世方

丁世方（1912年—1965年），原名丁诗煌，安徽省金寨县槐树湾乡人，中国人民解放军开国少将。

## 生平
1931年，丁世方加入中国工农红军，担任少共皖西北特委宣传部部长，后任红四方面军后方医院主任，总医院中医部主任，军委卫生部第3科科长。参加了长征，并任红四方面军总医院院长。1936年，参加西路军。抗日战争期间，担任军委卫生部第三后方医院院长、第二后方医院院长、中国医科大学附属医院主任。第二次国共内战期间，担任南满安东军区卫生部部长、辽东军区卫生部部长等职。中华人民共和国成立后，1950年调任中国人民解放军海军后勤部卫生部副部长、部长，创办海军第二医科大学。1954年任海军后勤部副部长兼卫生部部长，1955年被授予少将军衔。获二级八一勋章、二级独立自由勋章、一级解放勋章。1962年任总后勤部卫生部副部长。1965年6月23日，在北京游泳中因心脏病发溺水逝世。